# Bruchus hamatus
Bruchus hamatus là một loài bọ cánh cứng trong họ Bruchidae. Loài này được Miller miêu tả khoa học năm 1881.